# Гулуса
Гулуса (*Γολόσσης, ? — між 146 до н. е. та 143 до н. е.) — цар Нумідії у 148–146 або 143 роках до н. е., союзник Римської республіки.

## Життєпис
Був сином Масинісси, царя Нумідії. Про молоді роки Гулуси немає відомостей. Був довіреним свого батька, який часто доручав Гулусі складні завдання. Гулуси до того ж був наділений військовими здібностями. У 172 році до н. е. за наказом батька Масинісса вирушив до Риму, де доводив претензії Нумідії на частину території Карфагенської республіки. У 171 році до н. е. знову був у Римі, де запропонував підтримку Нумідії у війні з Персеєм, царем Македонії.
У 151 р. до н. е. е. йому довелося вирушити до Карфагену (за дорученням Масинісси), але Гулусу не впустили в місто, і на зворотному шляху він ледь не потрапив у засідку. Після цього очолив нумідійські війська проти Карфагену, взяв в облогу м.Героскоп. Біля нього завдав поразки карфагенянам та захопив саме місто. Слідом за цим Гулуса перебив безліч карфагенян, що склали зброю.
Після смерті у 148 році до н. е. батька за рішенням римського сенату розділив владу над Нумідією разом з братами Міціпсою та Мастанабалом. Гулусі підпорядковувалися усі нумідійські війська. В Третій Пунічній війниі воював на боці римлян. Нумідійська армія на чолі з Гулусою, під загальним керівництвом Публія Корнелія Сципіона Еміліана відзначилася в компанії проти Гімількона Фамеї, але коли останній перекинувся на бік Риму, вони спільно допомагали Сципиону у війні з Карфагеном.
Під час цієї компанії, Гулусу зрадив його військовик Бітіас, переметнувшись до карфагенян із загоном з 1000 вершників. Гулуса здійснював набіги, зокрема зі слонами, на карфагенського військовика Діогена, що обороняв від римлян місто Неферіс. Згодом був учасником захоплення Карфагену.
Помер після захоплення Карфагену у 146 році або у 145 чи 143 році до н. е., ймовірно під час епідемії невідомої хвороби.

## Родина
- Массіва